# Schemat zasilania
Schemat zasilania – wstępnie ustalone opcje zarządzania energią. Określony jest w nim m.in. czas bezczynności, po którym poszczególne komponenty komputera zostaną wyłączone.

## Schematy zasilania w systemieWindows XP
Do konfiguracji schematów zasilania w systemie Windows XP w trybie graficznym służy aplet Opcje zasilania w kategorii Wydajność i konserwacja w Panelu sterowania, a w trybie tekstowym – narzędzie POWERCFG. W każdym schemacie określonych jest 10 parametrów – czas, po którym nastąpi wyłączenie monitora i dysków twardych, wstrzymanie, hibernacja, a także przepustowość procesora, która może przyjmować cztery wartości:
- brak (none) – zarządzanie energią dla procesora jest wyłączone i pracuje on z maksymalną wydajnością,
- stała (constant) – procesor pracuje ze stałą, najniższą wydajnością,
- malejąca (degrade) – procesor pracuje z najniższą wydajnością, obniżaną w miarę wyczerpywania się baterii,
- adaptywna (adaptive) – wydajność procesora jest dynamicznie modyfikowana w zależności od potrzeb.

Każdy z tych parametrów określony jest osobno dla pracy komputera zasilanego prądem przemiennym (AC) oraz stałym (DC). Domyślnie obecne w systemie schematy zostały przedstawione w poniższej tabeli razem z ich typowymi parametrami, które mogą się jednak różnić w zależności od producenta komputera (w szczególności przenośnego).
| Nazwa schematu                                           | Wyłączenie monitora | Wyłączenie monitora | Wyłączenie dysków twardych | Wyłączenie dysków twardych | Wstrzymanie    | Wstrzymanie    | Hibernacja     | Hibernacja     | Przepustowość procesora | Przepustowość procesora |
| Nazwa schematu                                           | AC                  | DC                  | AC                         | DC                         | AC             | DC             | AC             | DC             | AC                      | DC                      |
| -------------------------------------------------------- | ------------------- | ------------------- | -------------------------- | -------------------------- | -------------- | -------------- | -------------- | -------------- | ----------------------- | ----------------------- |
| Stacjonarny w domu/biurze (Home/Office)                  | po 20 minutach      | po 5 minutach       | nigdy                      | po 10 minutach             | nigdy          | po 5 minutach  | po 3 godzinach | po 20 minutach | brak                    | adaptywna               |
| Przenośny/Laptop (Portable/Laptop)                       | po 15 minutach      | po 5 minutach       | po 30 minutach             | po 5 minutach              | po 20 minutach | po 5 minutach  | po 3 godzinach | po 2 godzinach | adaptywna               | adaptywna               |
| Prezentacja (Presentation)                               | nigdy               | nigdy               | nigdy                      | po 5 minutach              | nigdy          | po 15 minutach | nigdy          | po 2 godzinach | adaptywna               | malejąca                |
| Zawsze włączony (Always On)                              | po 20 minutach      | po 15 minutach      | nigdy                      | po 30 minutach             | nigdy          | nigdy          | nigdy          | nigdy          | brak                    | brak                    |
| Minimalne zarządzanie energią (Minimal Power Management) | po 15 minutach      | po 5 minutach       | nigdy                      | po 15 minutach             | nigdy          | po 5 minutach  | nigdy          | po 3 godzinach | adaptywna               | adaptywna               |
| Maksimum baterii (Max Battery)                           | po 15 minutach      | po 1 minucie        | nigdy                      | po 3 minutach              | po 20 minutach | po 2 minutach  | po 45 minutach | po 1 godzinie  | adaptywna               | malejąca                |